# Alcanadre
Alcanadre é um município da Espanha 
na província e comunidade autónoma de La Rioja, de área 31,18 km² com população de 758 habitantes (2004) e densidade populacional de 24,31 hab/km².

## Demografia
| Variação demográfica do município entre 1991 e 2004 | Variação demográfica do município entre 1991 e 2004 | Variação demográfica do município entre 1991 e 2004 | Variação demográfica do município entre 1991 e 2004 |
| --------------------------------------------------- | --------------------------------------------------- | --------------------------------------------------- | --------------------------------------------------- |
| 1991                                                | 1996                                                | 2001                                                | 2004                                                |
| 909                                                 | 836                                                 | 795                                                 | 758                                                 |